# Магас
Мага́с (ингуш. Магас) — город на юге России, столица Республики Ингушетия. Самый молодой населённый пункт, являющийся административным центром субъекта Российской Федерации.
Город республиканского значения, образует одноимённый городской округ.

## Этимология
Город назван Магасом в честь столицы древней Алании. Такое название для будущей столицы Ингушетии предложил ингушский историк Нурдин Кодзоев. В 1994 году он опубликовал в газете «Ингушетия» статью «Магас — город магалонов», в которой предложил версию о расположении древнего Магаса в районе современных населенных пунктов Али-Юрт, Гази-Юрт, Экажево, Сурхахи и Яндаре и предложил объяснение его названия на основе ингушского языка как «город Солнца». Название Магас для будущей столицы Ингушетии было выбрано специальной конкурсной комиссией и утверждено указом первого президента Ингушетии Руслана Аушева. Место для неё было установлено с учётом варианта расположения древнего Магаса, предложенного Кодзоевым.

## География
Магас находится в 4 км юго-восточнее Назрани, менее чем в 500 метрах от границы Ингушетии с Республикой Северная Осетия — Алания. Город размещается на полого-наклонной террасе и приподнят над руслом реки Сунжа, абсолютная высота — от 540 до 600 м над уровнем моря.
Магас находится в часовой зоне МСК (московское время). Смещение применяемого времени относительно UTC составляет +3:00. В соответствии с применяемым временем и географической долготой средний солнечный полдень в Магасе наступает в 12:01.

## История

### Древний период
В эпоху средней бронзы на территории современного Магаса была распространена «северо-кавказская культурно-историческая общность». Значительное число археологических памятников данной культуры изучено в зоне строительства города. Здесь в зоне путепровода, а также под курганом 5-го могильника Экажево I и курганом 1-го могильника Экажево II открыты и исследованы 26 захоронений периода средней бронзы. Материалы, изученные на этих памятниках, характеризуют практически все этапы развития северо-кавказской культурно-исторической общности, начиная от самой ранней стадии её формирования вплоть до её завершающего финала.
К маю 1997 года в зоне строительства Магаса выявлено 13 курганов, 43 отдельных погребений, три частично нарушенных поселения. В феврале 2001 года около одного из корпусов Ингушского государственного университета обнаружен грунтовый могильник предположительно сарматского времени — IV—III вв. до н. э. Захоронение воина с конём и сопутствующим погребальным инвентарём.
Обнаруженные курганы (катакомбы) № 1—4 могильника Экажево I являются памятниками раннеаланского времени — III—IV вв. н. э. были найдены предметы вооружения, украшения и предметы быта. А на месте выявления двух крупных городищ в зоне подъездной дороги исследователями было доследовано четыре повреждённых в ходе строительства погребения, одно из которых содержало богатое захоронение конца V века т. н. гуннского времени, — редкую для северокавказского региона находку.
В настоящее время на территории г. Магас имеются следующие памятники археологии: Магасские курганы № 1—5 3—1-го тыс. до н. э., поселения Магас-I, датированный началом 1-го тыс. до н. э. и Магас-II — 1-е тыс. н. э.

### Новейшее время
Первый камень (капсула) строительства современного города Магас был заложен первым Президентом Ингушетии Русланом Аушевым 23 февраля 1994 года.
15 апреля 1994 года Президент Российской Федерации Б. Н. Ельцин подписал Указ «О строительстве столицы Республики Ингушетия». Этот день отмечается как «День города Магас».
3 апреля 1998 года Народным Собранием — Парламентом Республики Ингушетия принято постановление «О наименовании столицы Республики Ингушетия — город Магас».
31 октября 1998 года состоялось торжественное открытие первого объекта Магаса — Президентского дворца, где размещена Администрация Главы Республики Ингушетия. Затем по правой и левой стороне были построены здания Правительства Республики Ингушетия и Народного Собрания — Парламента республики.
25 мая 2000 года Народным Собранием Республики Ингушетия внесён в Государственную Думу ФС РФ проект Федерального закона № 90044015-3 «О присвоении столице Республики Ингушетия наименования — Магас». 26 декабря 2000 года Государственная Дума ФС РФ приняла данный закон.
11 сентября 2000 года Р. С. Аушевым образована Администрация города Магас.
20 декабря 2000 года Совет Федерации ФС РФ своим Постановлением одобрил Федеральный закон № 149-ФЗ «О присвоении столице Республики Ингушетия наименования — Магас». 26 декабря Президент Российской Федерации В. В. Путин его подписал.
Таким образом, с конца декабря 2000 года Магас официально является столицей Республики Ингушетия.
11 октября 2008 года Указом Президента Республики Ингушетия утверждён герб города Магас.
14 января 2010 года на основе Герба Магаса Решением Городского Совета был утверждён Флаг Магаса.
19 июля 2010 года в Администрации Президента Республики Ингушетия был утверждён обновлённый Генеральный план застройки города Магаса. Приоритетом при разработке проекта генплана стало завершение строительства республиканского административного центра. Вслед за административными зданиями стали строиться здания, предназначенные для культурных, образовательных, здравоохранительных и иных социальных учреждений, а также многоэтажные жилые дома.
В 2013 году в центре города возведена 100-метровая Башня Согласия в национальном стиле, в виде традиционной ингушской башни.

## Местное самоуправление
Структуру органов местного самоуправления города Магас составляют:
- представительный орган местного самоуправления — Городской Совет;
- глава муниципального образования — глава города Магас;
- исполнительно-распорядительный орган муниципального образования — администрация города Магас (местная администрация);
- контрольно-счётный орган муниципального образования.

### Главы (мэры)
- 1998—2000: Илез Мизиев
- ????—????: Муса Бекбузаров
- 2002—2008: Ваха Мержоев
- 2008—2011: Асланбек Сагов
- 2011—2011: Якуб Белхороев
- 2011—2015: Дауд Мальсагов
- 2015—2019: Беслан Цечоев
- 2019—2019: Магомет Марзиев
- 2019—2020: Руслан Арсамаков
- 2020—2023: Усман Аушев
- 2023—н. в.: Зайт Орцханов

## Население
| 2001    | 2002    | 2003    | 2006  | 2008  | 2009  | 2010    | 2011    | 2012    |
| ------- | ------- | ------- | ----- | ----- | ----- | ------- | ------- | ------- |
| 100     | ↗275    | ↗300    | ↗337  | ↗354  | ↗415  | ↗2502   | ↗2581   | ↗3367   |
| 2013    | 2014    | 2015    | 2016  | 2017  | 2018  | 2019    | 2020    | 2021    |
| ↗4106   | ↗4756   | ↗5841   | ↗6880 | ↗7818 | ↗8771 | ↗10 333 | ↗12 170 | ↗15 271 |
| 2023    | 2024    | 2025    |       |       |       |         |         |         |
| ↗16 931 | ↗18 521 | ↗19 199 |       |       |       |         |         |         |

На 1 января 2025 года по численности населения город находился на 678-м месте из 1124 городов Российской Федерации.
Национальный состав
По данным Всероссийской переписи населения 2010 года:
- ингуши — 1961 чел. (78,38 %)
- русские — 406 чел. (16,23 %)
- аварцы — 26 чел. (1,04 %)
- другие — 109 чел. (4,36 %)

По итогам переписи населения 2020 года проживали следующие национальности (национальности менее 1 % и другое, см. в сноске к строке «Другие»):
| Национальность | Численность, чел. | Доля     |
| -------------- | ----------------- | -------- |
| Ингуши         | 13 180            | 86,31 %  |
| Русские        | 1213              | 7,94 %   |
| Другие         | 878               | 5,75 %   |
| Итого          | 15 271            | 100,00 % |

## Образование
Наука
- Ингушский научно-исследовательский институт гуманитарных наук имени Чаха Ахриева

Вузы:
- Ингушский государственный университет (ИнгГУ) (Главный корпус)

Школы
- Лицей номер 1
- Лицей-детский сад

## Культура
- Национальная библиотека Республики Ингушетия имени Дж. Х. Яндиева
- Государственный архив Республики Ингушетия

## Транспорт

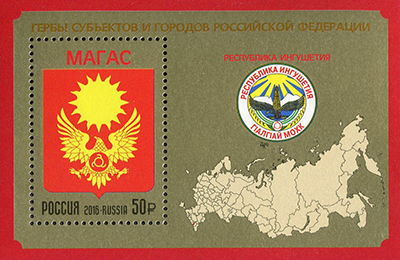
Почтовая марка Гербы субъектов и городов Российской Федерации. Республика Ингушетия

В 8 км от города находится железнодорожная станция Назрань, в 33 км — аэропорт «Магас», рядом проходит федеральная автомагистраль «Кавказ».
С 2017 года в городе имеется велосипедная дорожка, функционирует современное велотакси (велокэб).
Автобусное сообщение
Городской автобусный маршрут по Магасу был запущен в начале 2015 года. В городе действует система маршрутных такси. 
Городские маршруты:
- № 1М Соборная мечеть — Соборная мечеть (кольцевой)
- № 2М Проспект Идриса Зязикова — Проспект Идриса Зязикова (кольцевой)

Пригородные и междугородние маршруты:
- № 111 Магас — Аэропорт «Магас»
- № 112 Назрань (железнодорожный вокзал) — Алкун (через Магас)
- № 118 Магас — Сурхахи
- № 119 Магас — Али-Юрт
- № 120 Магас — Яндаре
- № 121 Назрань (площадь Согласия) — Магас
- № 122 Назрань (площадь Согласия) — Магас
- № 144 Сунжа — Магас
- № 149 Назрань (площадь Согласия) — Магас
- № 515 ЛОК «Армхи» — Малгобек
- № 536 Магас — Малгобек

## Достопримечательности
- Аланские ворота
- Аллея Республики
- Соборная мечеть «Сердце Кавказа»
- Аллея 80-летия ингушской государственности
- Аллея имени первого Президента Чеченской республики А.А. Кадырова
- Аллея спортивной славы
- Аллея «Матери России»
- Башня Согласия
- Памятник матери
- Площадь Алания
- Президентский дворец

## Фотогалерея

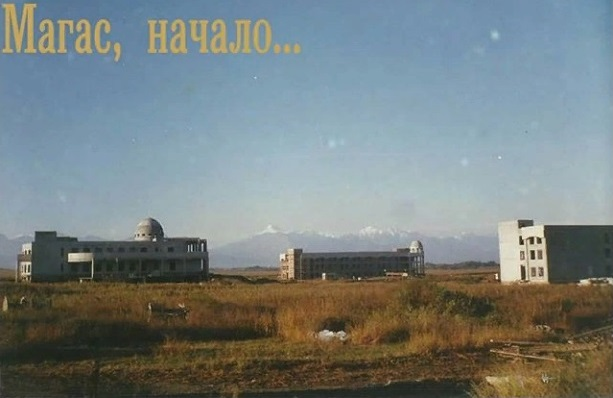
Магас, начало строительства
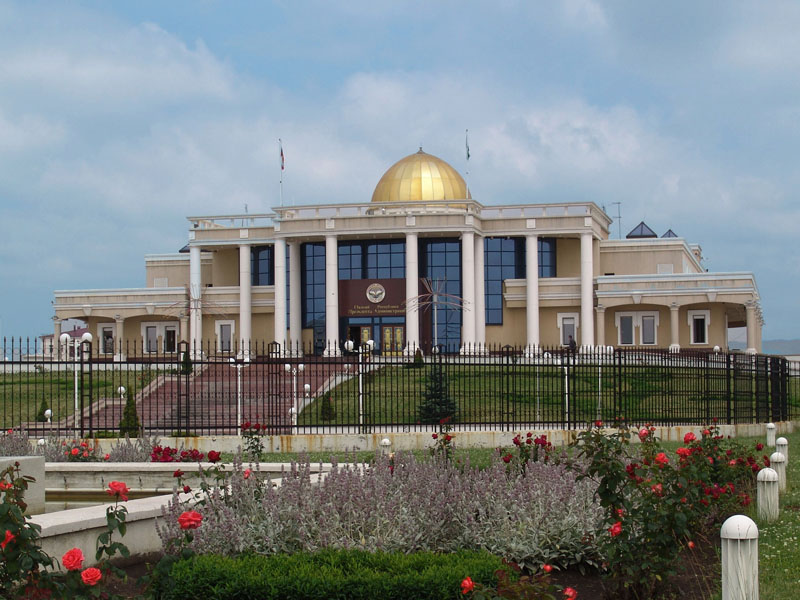
Президентский дворец
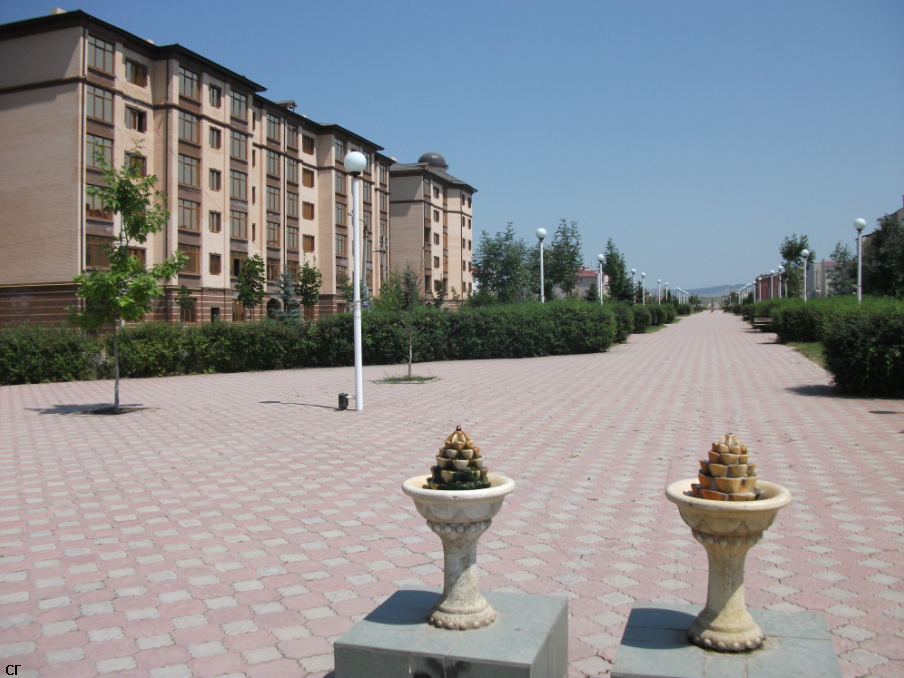
Аллея Республики (слева — улица Никиты Хрущёва). 2010 год
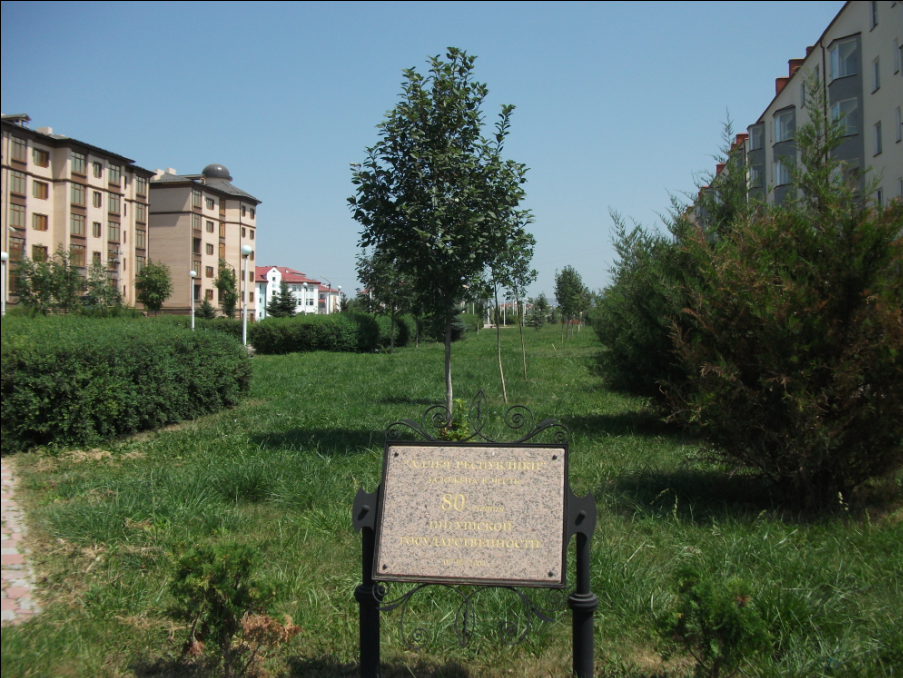
Аллея Республики (заложена по случаю 80-летия ингушской государственности). 2010 год
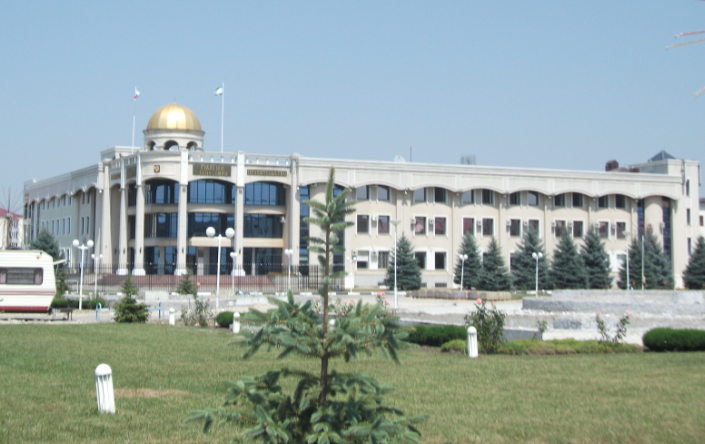
Здание Правительства Республики Ингушетия. 2010 год
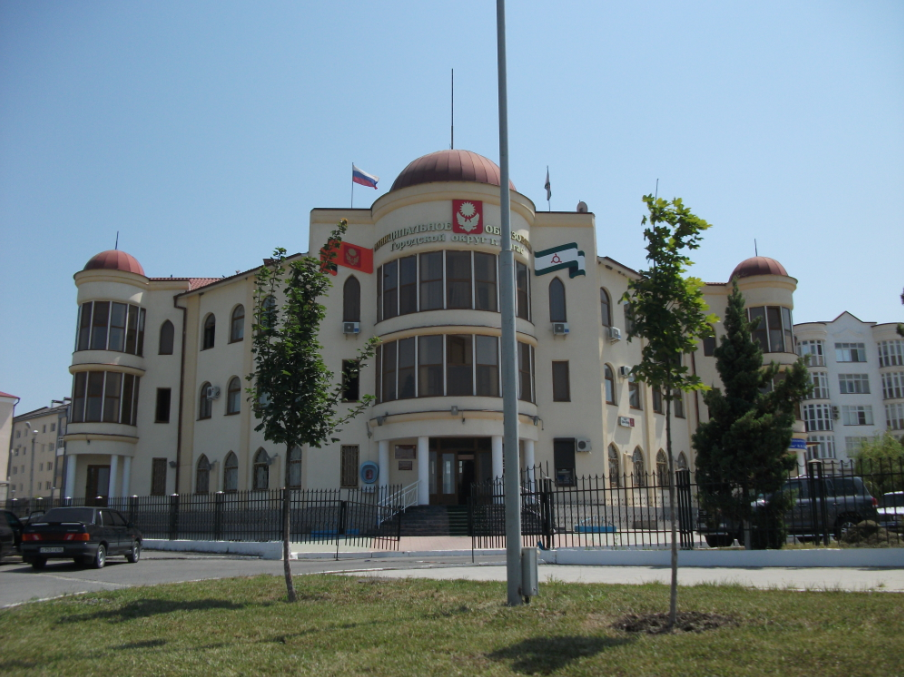
Здание Администрации города Магас. 2010 год
Центр Магаса. 2021 год
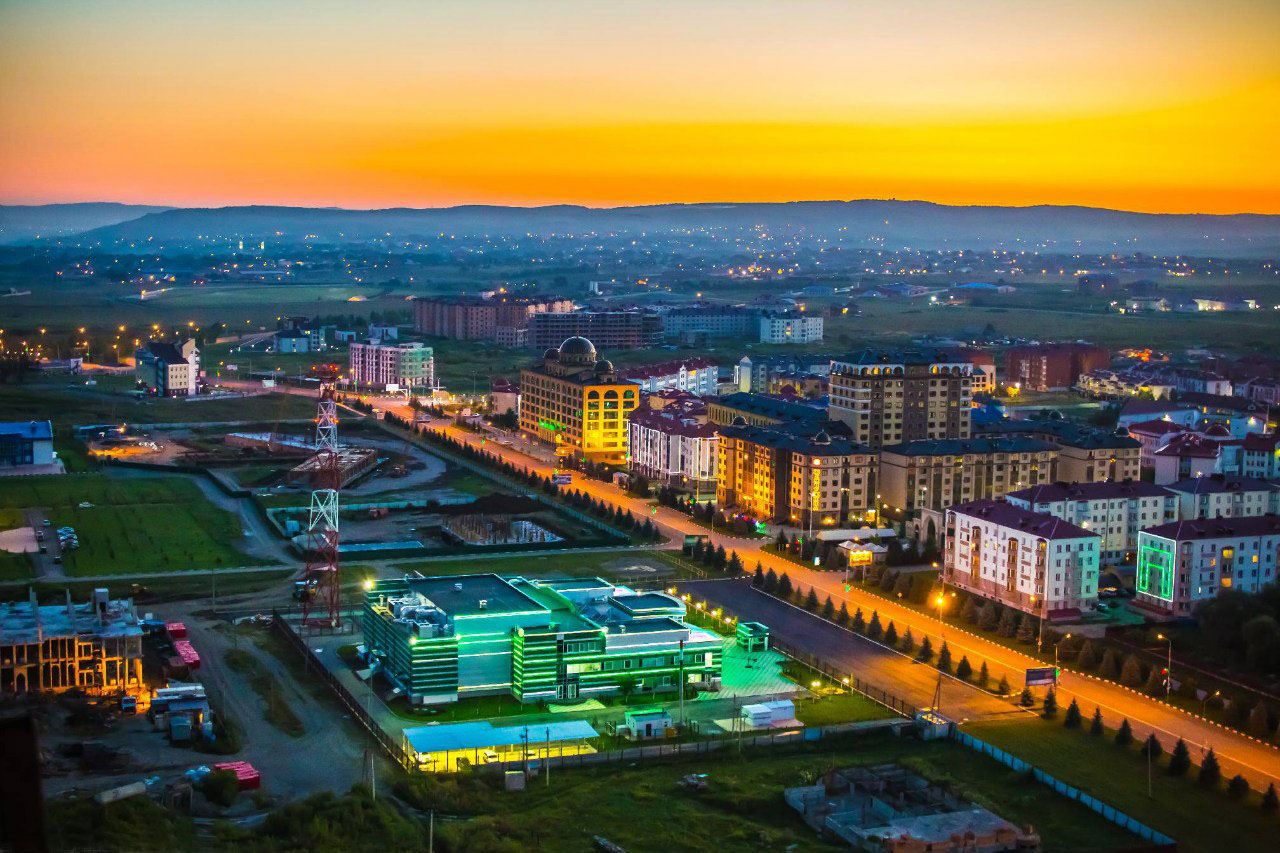
Вид на проспект Идриса Зязикова в Магасе
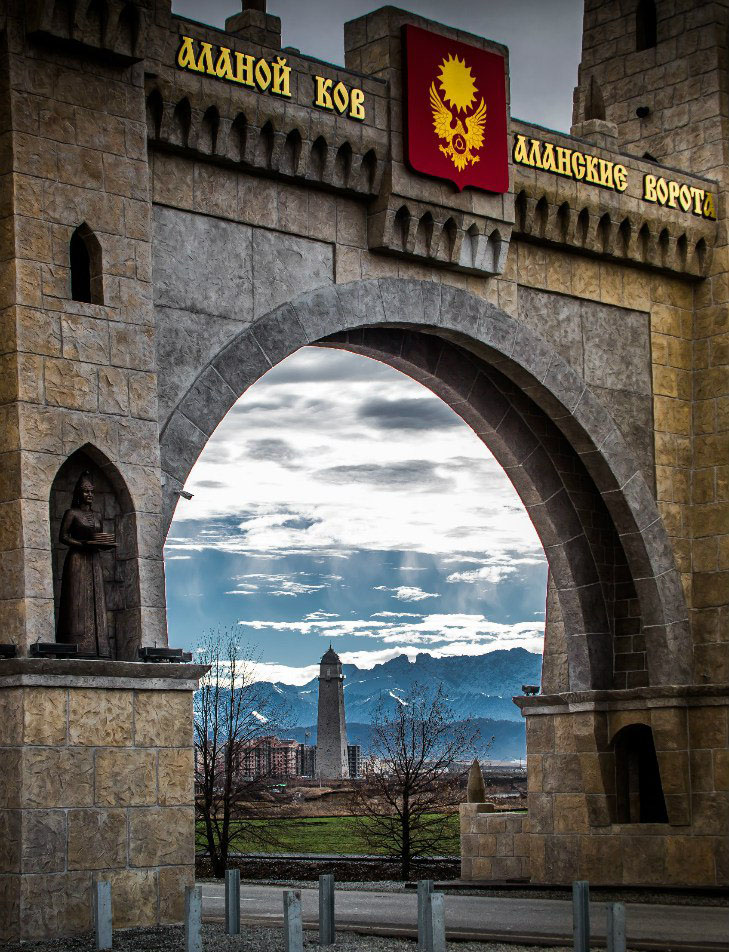
Вид на Магас Тауэр сквозь свод Аланских ворот (2015)
Скульптура ингушского воина на въездных воротах города